# Юла (посёлок)
Юла́ — посёлок в Новокузнецком районе Кемеровской области. Входит в состав Кузедеевского сельского поселения.

## География
Центральная часть населённого пункта расположена на высоте 303 м над уровнем моря.

## Население
| 2010 |
| ---- |
| 16   |

### Половой состав
По данным Всероссийской переписи населения 2010 года, в посёлке Юла проживало 16 человек (11 мужчин, 5 женщин).